# Natalus
Natalus (Gray, 1838) è un genere di pipistrelli della famiglia dei Natalidi.

## Etimologia
L'epiteto generico deriverebbe dalla parola latina natalus ovvero natale e probabilmente si riferisce alle piccole dimensioni dell'olotipo simili a quelle di un piccolo di pipistrello appena nato. 

## Descrizione

### Dimensioni
Al genere Natalus appartengono pipistrelli di piccole dimensioni, con lunghezza della testa e del corpo tra 35 e 55 mm, la lunghezza dell'avambraccio tra 27 e 41 mm, la lunghezza della coda tra 50 e 60 mm e un peso fino a 10 g.

### Caratteristiche ossee e dentarie
Il cranio è lungo, con un rostro lungo ed affusolato rivolto leggermente verso il basso ed una scatola cranica elevata e profonda. Gli incisivi superiori esterni separati dagli altri più interni, i canini sono piccoli ma ben sviluppati, mentre i denti masticatori sono di aspetto e dimensioni normali, con la disposizione delle cuspidi a W. Sono presenti 10 creste palatali, con le ultime quattro divise a metà. L'osso penico è espanso e scavato ventralmente alla base, ha il fusto affusolato e la punta smussata angolata all'insù.
Sono caratterizzati dalla seguente formula dentaria:

### Aspetto
La pelliccia è lunga, soffice e densa. Le parti dorsali variano dal grigio al castano scuro, mentre le parti ventrali sono leggermente più chiare. Il muso è lungo ed appiattito. L'organo natalide è ben sviluppato, a forma di campana e ricopre interamente il muso. Il labbro superiore si estende oltre il labbro inferiore, il quale è attraversato longitudinalmente da un solco superficiale. Le orecchie sono grandi e a forma di imbuto. Il trago è corto e triangolare. Le ali sono lunghe, strette ed attaccate posteriormente tra la tibia e la caviglia. Il pollice è corto mentre gli arti inferiori sono allungati. La coda è molto lunga ed inclusa completamente nell'ampio uropatagio, il quale ha il margine libero frangiato.

## Distribuzione
Il genere è diffuso in America Centrale, meridionale e nei Caraibi.

## Tassonomia
Il genere comprende 6 specie.
- Natalus jamaicensis
- Natalus lanatus
- Natalus major
- Natalus primus
- Natalus stramineus
- Natalus tumidirostris